# La Vacazul
La Vacazul es un grupo de rock fundado en 1995 en Madrid, España.

## Componentes
- Jairo Zavala (Guitarra y voz)
- Javier Vacas (Bajo)
- Daniel de Madariaga "Txarras" (Órgano Hammond, piano)
- Antonio "Pax" Álvarez (Batería y coros )

Primera formación (1995-1997):
- Rodrigo Llamazares (Vocalista)
- Jairo Zavala (Guitarra y coros)
- Javier Vacas (Bajo)
- Daniel de Madariaga "Txarras" (Órgano Hammond, piano)
- Javier Gómez Archivado el 8 de junio de 2020 en Wayback Machine. (Batería)

## Discografía

### Álbumes
- 1996: Plástico
- 1998: Pelo de Perro
- 2000: Radio Tangente
- 2004: Vienen Tiempos
- 2007: Directo en el Charco

### CD-Singles
- 1996: "Plástico"
- 1998: "Perdona"
- 1999: "Chancro"
- 2000: "Radio Tangente"
- 2001: "Metrópolis"
- 2002: "Cascarón"
- 2004: "Vuelo"
- 2004: "Chico Listo"

### Participación en recopilatorios
- 1998: VV.AA. Siroco 9 años. Canción: "La curva"
- 1999: VV.AA. Siroco 10 años. Canción: "Next To You", de Sting